# وقتی آماده‌ام
وقتی آماده‌ام (انگلیسی: When I'm Ready) فیلم رمانتیک و مهیج آمریکایی محصول سال ۲۰۲۵ به کارگردانی اندرو جانسون و نویسندگی اندرو اورتنبرگ است که در کنار جان شراینر، لورن کوهن و درموت مالرونی در این فیلم بازی می‌کند.

## داستان
فیلم وقتی آماده‌ام که در پس‌زمینه‌ی یک خوشه‌ی سیارکی قرار دارد و تهدیدی برای پایان دادن به حیات روی زمین است، داستان رز و مایکل، زوج جوانی را دنبال می‌کند که برای استفاده‌ی حداکثری از روزهای پایانی عمرشان، سفری جاده‌ای را آغاز می‌کنند تا برای آخرین بار مادربزرگ رز را ملاقات کنند. در طول مسیر، آنها با شخصیت‌های مختلفی از جمله جولیا (کوهان)، ملکه زیبایی سابق که به عشق لحظه آخری امیدوار است، و کیث (مالرونی)، یک ولگرد تنها که به دنبال هرگونه ارتباط انسانی است، روبرو می‌شوند. هر کدام در نهایت به دنبال چیز متفاوتی هستند.

## بازیگران
- اندرو اورتنبرگ در نقش مایکل
- جان شرینر در نقش رز
- لورن کوهان در نقش جولیا
- درموت مالرونی در نقش کیت
- تالیا بسون در نقش میشل

## تولید و انتشار
این فیلم اولین تجربه کارگردانی اندرو جانسون است که پیش از این به عنوان کارگردان هنری و طراح تولید فعالیت داشته است. فیلمنامه را اندرو اورتنبرگ نوشته است که در این فیلم نیز بازی می‌کند. فیلمبرداری در اواخر سال 2022 در مکان‌های مختلفی در ایالات متحده انجام شد تا یک سفر جاده‌ای در سراسر کشور شبیه‌سازی شود.
برایان کرتیس، سردبیر ارشد رینگر و مجری برنامۀ پرس باکس، صداپیشگی یک دی‌جی را بر عهده دارد که از طریق رادیوی ماشین، روایتگر روزهای آخر روی زمین است.
این فیلم در ۷ فوریه ۲۰۲۵ به طور مشترک توسط Briarcliff Entertainment و Quiver Distribution در سینماهای منتخب ایالات متحده اکران شد و نسخه دیجیتالی آن در ۱۴ فوریه ۲۰۲۵ منتشر شد. این فیلم در آخر هفته افتتاحیه خود در داخل کشور 8220 دلار و در مجموع 11372 دلار فروش داشت.

## آرا و نظرات
دان شاناهان از مجله‌ی Every Movie Has a Lesson آن را «ادیسه‌ای دوست‌داشتنی از گرمی در مبارزه با یاس و ناامیدی» نامید، در حالی که لیسته لانوزا سائنز از مجله‌ی Fangirlish نوشت که: «این فیلم بسیار تأثیرگذار بوده و  دربارۀ یافتن شادی در حالی است که دنیای اطرافتان به معنای واقعی کلمه به پایان می‌رسد.»